# Holbák
Holbák (románul: Holbav, németül: Holbach) falu Romániában, Erdélyben, Brassó megyében.

## Fekvése
A Persányi-hegységben, Brassótól 18 km-re nyugatra fekszik.

## Nevének eredete
Román és magyar neve is a németből származik. Először 1589-ben említették, Holbak néven. 1632-ben Holbach, 1750-ben Holbab, 1854-ben Holbav alakban fordult elő.

## Története
Havasalföldi románokkal telepítették a 16. század második felében. 1631-ben 12 jobbágycsaládja mellé 10 zsellércsalád költözött be, ismét Havasalföldről. 1722-ben 45 kisbojár- és 40 jobbágycsalád lakta.
A 19. században ólom- és ezüstérctelepeit lakói kezdetleges módszerekkel termelték ki. A század végén szenet égettek és azt Brassóban árusították. Fogaras vidékéhez, 1876 és 1925 között Fogaras vármegyéhez tartozott. 1906-ban kisközségből nagyközséggé alakult.
2004-ben vált külön Szászvolkánytól és alakult önálló községgé. A településre máig nem vezették be az elektromos áramot.

## Népessége
- 1850-ben 649 lakosából 640 volt román nemzetiségű, valamennyi ortodox vallású.
- 2002-ben 1362 lakosából 1361 volt román nemzetiségű; 1238 ortodox, 64 evangéliumi keresztény, 54 pünkösdista vallású.

## Képek

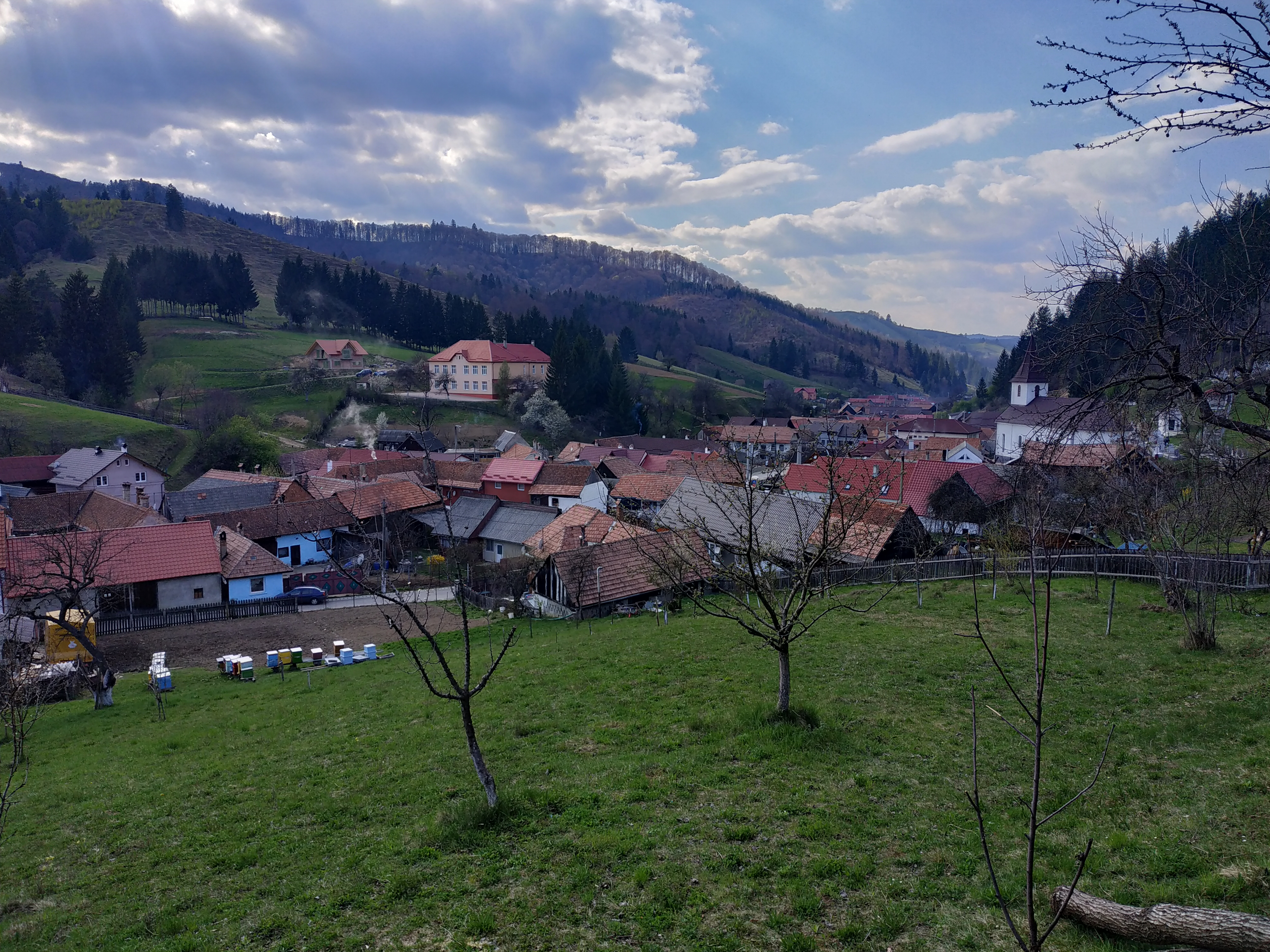
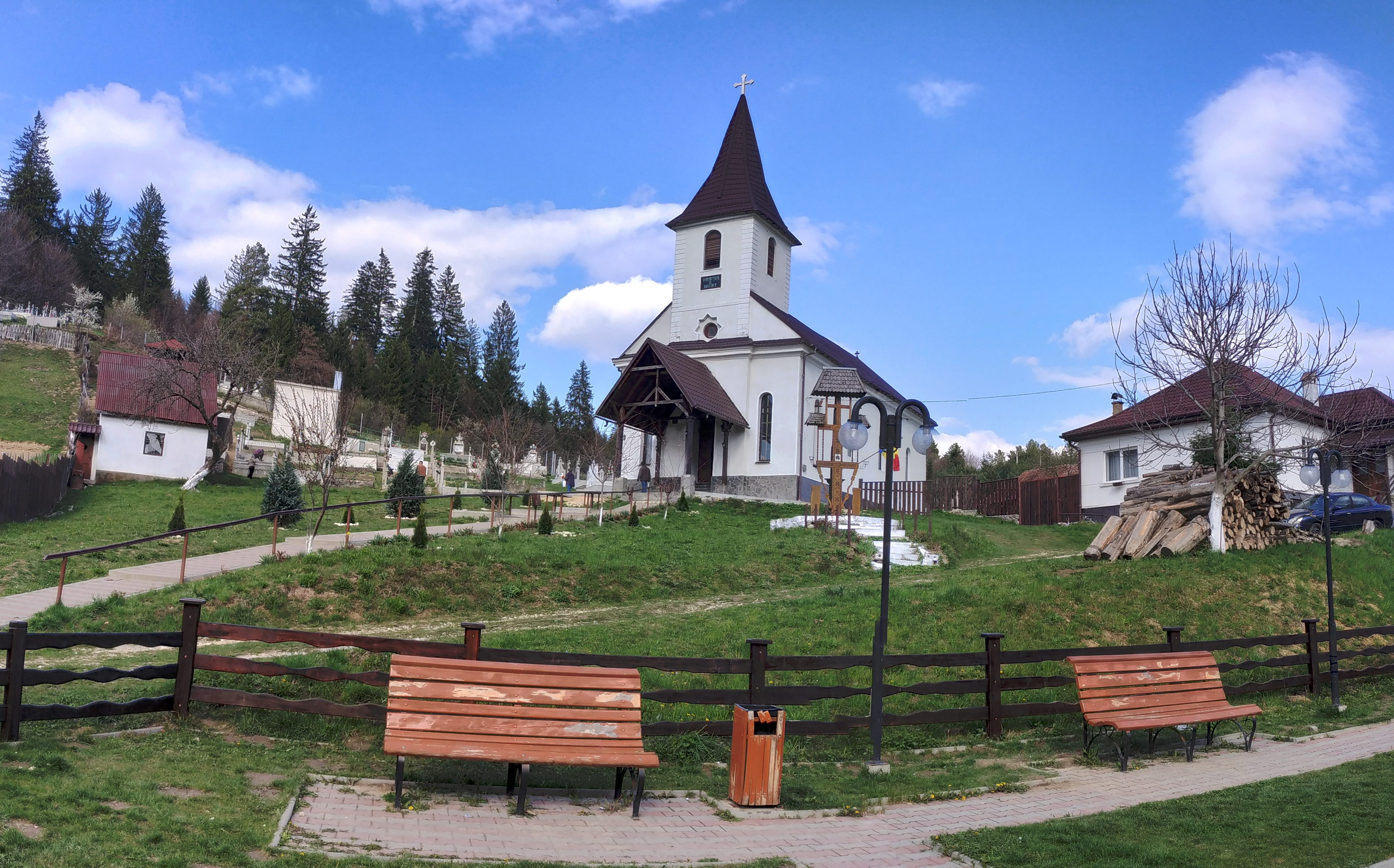
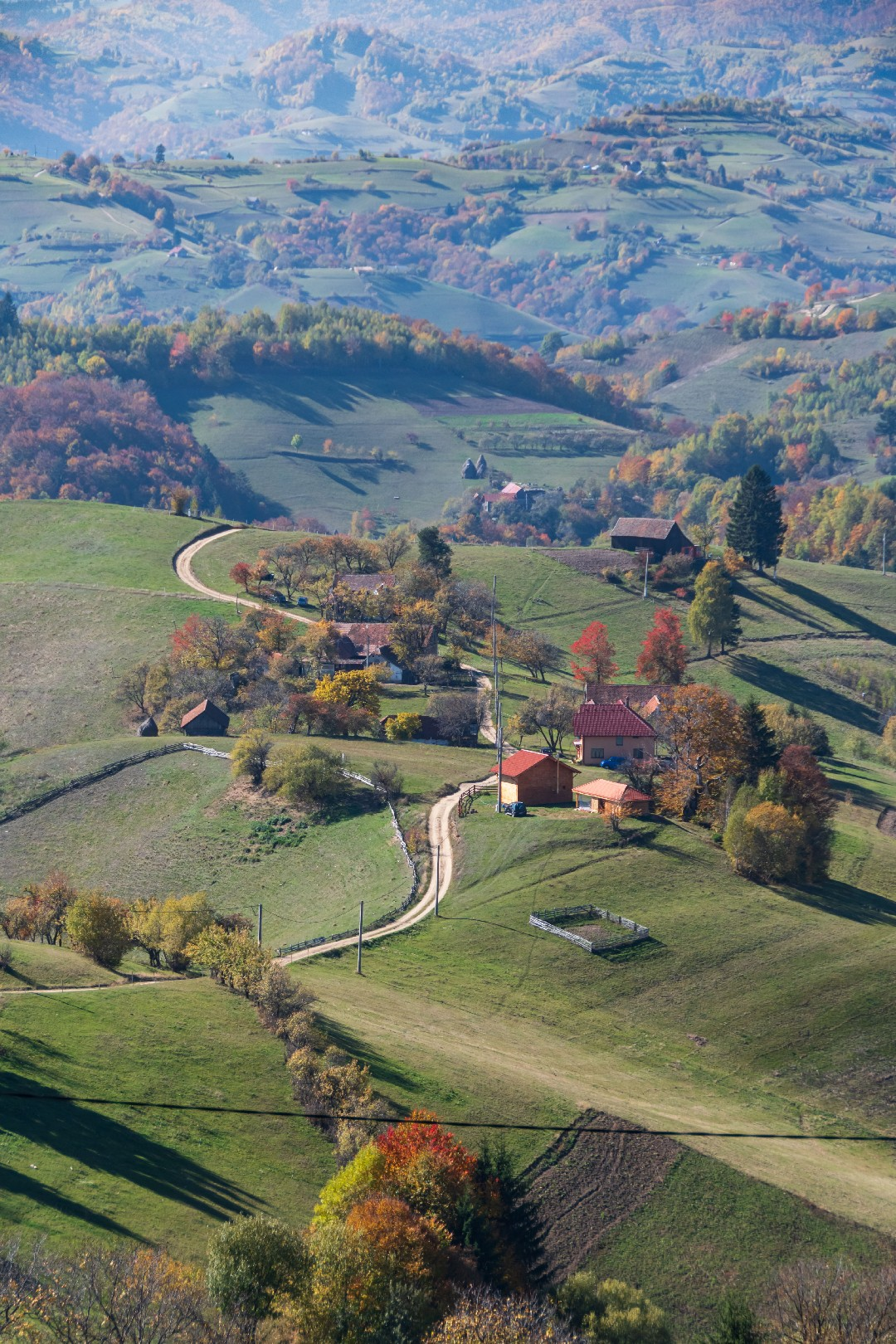

## Látnivalók
- Medvehagymás rét, hóvirágos rét.